# McCulloch Motors Corporation
McCulloch Motors Corporation – amerykańskie przedsiębiorstwo oferujące między innymi: pilarki łańcuchowe, wielofunkcyjne traktory, wykaszarki żyłkowe, odśnieżarki oraz dmuchawy do liści.
Przedsiębiorstwo zostało założone przez Roberta McCullocha w 1943 roku. Przedsiębiorstwo zrewolucjonizowało branżę leśną wprowadzając pierwszą piłę mechaniczną obsługiwaną przez jedną osobę (model 3-25). Obecnie jest częścią Husqvarna Group.